# Арабатська протока
Промоїна або Арабатська протока — протока між островом Крячиним та Арабатською стрілкою Кримського півострова. Протока пов'язує затоку Сиваш з іншою частиною Азовського моря.

## Опис
Ширина протоки становить у середньому близько 100 м, в районі з'єднання з Азовським морем протока розширюється до 150 м. Довжина — 6 км.
Довгий час постійного водообміну між Сивашем і Азовським морем на місці протоки не було, а водообмін здійснювався через Генічеську протоку. Тоді у разі підйому рівня вище 1,6 м над нулем водомірного посту, вода починала заливати промоїну на місці майбутньої протоки. Тривалий час по існуючій на Арабатській стрілці залізниці вивозився пісок на будівництво в Генічеськ та інші міста України. У березні 1970 року, під час морського шторму зі швидкістю вітру у 30-35 м/сек, північна частина коси була розмита. Через це утворилася протока, в затоку Сиваш стали надходити води Азовського моря.
Населені пункти на березі протоки відсутні.